# جيفري آرثر
السير جيفري جورج آرثر ، (١٩ مارس ١٩٢٠ - ١٥ مايو ١٩٨٤) كان دبلوماسيًا وإداريًا أكاديميًا بريطانيًا، شغل منصب رئيس كلية بيمبروك، أكسفورد بعد مسيرة مهنية في وزارة الخارجية، من عام ١٩٧٥ حتى وفاته عام ١٩٨٤.

## الحياة المبكرة والتعليم
تلقى آرثر تعليمه في مدرسة أشبي دي لا زوتش الثانوية وكنيسة المسيح في أكسفورد .  ثم انقطع تعليمه الجامعي بسبب خدمته العسكرية. خدم في مصر وإيران والعراق، وعند عودته إلى أكسفورد، انتقل من دراسة الكلاسيكيات إلى دراسة اللغات وبالأخص الفارسية والعربية. وتخرج بمرتبة الشرف الأولى.

## الحياة مهنية
انضم إلى وزارة الخارجية في عام 1947، وخدم في أماكن عدة مثل بغداد وأنقرة والقاهرة وبون. وكان سفيرًا لدى الكويت من عام 1967 إلى عام 1970. ومن عام 1970 إلى عام 1971، كان آرثر مقيم سياسي في الخليج العربي وأشرف على تفكيك الأراضي البريطانية في الخليج العربي إلى الدول المستقلة البحرين وقطر والإمارات العربية المتحدة .   وعُين آرثر في الخدمة المدنية رئيسًا للجنة الاستخبارات المشتركة، حيث خدم بين عامي 1973 و1975. 
في عام 1975، تم انتخابه رئيسًا لكلية بيمبروك، أكسفورد .  وكان أيضًا عضوًا في الهيئة الإدارية لمدرسة أبينجدون منذ عام 1978. 

## الحياة الشخصية
في عام ١٩٤٦، تزوج آرثر من مارغريت، ابنة تي إيه وودكوك (مدير مدرسة آشبي السابق). ولم يُرزقا بأطفال. 
توفي في 15 مايو 1984، عن عمر يناهز 64 عامًا، بعد مرض قصير.   أقيمت مراسم تذكارية في كاتدرائية كنيسة المسيح، أكسفورد . 

## روابط خارجية
- صورة لجيفري آرثر في معرض اللوحات القومي